# DJK Karbach
Die DJK Karbach ist ein Sportverein aus Karbach, dessen Volleyballmannschaft jahrelang sehr erfolgreich in der Bundesliga der Frauen gespielt hat. Die Abkürzung DJK steht für Deutsche Jugendkraft, siehe DJK-Sportverband.

## Geschichte
Die DJK Karbach wurde am 1. April 1968 gegründet. 1980 kam dann die Volleyballabteilung hinzu, die sich speziell im Frauenbereich rasch nach oben kämpfte. 1990 wurde der Aufstieg in die 2. Bundesliga geschafft und 1994 folgte dann mit dem Trainer Mathias Eichinger der Aufstieg in die 1. Bundesliga. Die DJK war die erste Bundesliga-Mannschaft im Frauenvolleyball, die im Internet mit einer eigenen Homepage vertreten war. 2002 zog sich die DJK Karbach wegen finanzieller Probleme aus der Bundesliga zurück.

## Erfolge
In acht Jahren Bundesligazugehörigkeit erreichte die DJK Karbach sieben Mal das Halbfinale um die Deutsche Meisterschaft, und fünfmal durfte sich die Mannschaft über Platz drei freuen. Dreimal spielte Karbach im Europapokal.

## Bekannteste Spielerin
Die DJK Karbach baut von je her auf den eigenen Nachwuchs. Die bekannteste Spielerin, die es von der Jugend des Vereins bis zu internationalem Ruhm gebracht hat, ist Tanja Hart, ehemals eine der besten Zuspielerinnen Deutschlands.